# Zone de mise à mort
Ne doit pas être confondu avec Zone morte.
 (juin 2023).
Si vous disposez d'ouvrages ou d'articles de référence ou si vous connaissez des sites web de qualité traitant du thème abordé ici, merci de compléter l'article en donnant les références utiles à sa vérifiabilité et en les liant à la section « Notes et références ».

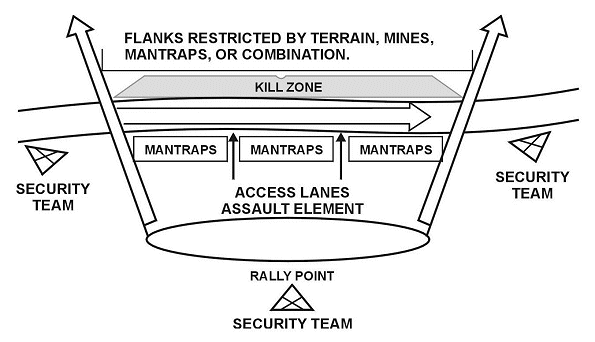
Diagramme montrant le fonctionnement d’une zone de mise à mort.

Dans le langage militaire, une zone de mise à mort est une zone entièrement couverte par des systèmes d’armes en tir direct.
Le but est de surprendre les forces ennemies pour les détruire.

## Principe
La zone de mise à mort est un élément d’embuscade ponctuelle dans laquelle une unité militaire concentre son feu sur une seule zone avec des tirs offensifs (barrage d’artillerie).
Les armes des défenseurs ne sont pas utilisées avant que la majorité de l’unité ennemie ne soit entrée dans la zone de mise à mort, idéalement toute l’unité ciblée.
L’unité prise en embuscade peut être empêchée d’avancer ou de battre en retraite par des explosions à l’avant et à l’arrière de sa colonne. Les membres individuels de l’équipe de destruction doivent choisir des cibles dans la zone de destruction à l’aide de tirs de mitrailleuses et d’armes légères, mais peuvent être augmentés par des tirs indirects. Idéalement, l’action est terminée si rapidement que la force ennemie n’a pas le temps de signaler l’engagement.

### Armement
Les armes utilisées par les défenseurs peuvent être des canons d’artillerie ou des mines.

### Défense
La zone de destruction peut être bordée d’obstacles, de pièges ou de tirs indirects (artillerie ou mortiers) pour empêcher l’ennemi de s’échapper,,.

### Sélection des sites
Le choix d’une zone de mise à mort probable implique d’évaluer le terrain et de compenser leurs insuffisances éventuelles. D’abord et avant tout, la zone de mise à mort doit être installée à un endroit où l’ennemi est censé passer. Si le terrain choisi limite le mouvement d’une à un véhicule à la fois, alors la mise hors d’état d’un des véhicules bloque le reste de la colonne. La séparation entre l’ennemi et les unités d’embuscade est particulièrement importante pour empêcher une contre-attaque.

## Critiques
L’emploi d’une zone de mise à mort comporte un risque dans la mesure où les forces ennemies qui ne se trouvent pas prises dans la zone peuvent manœuvrer autour des flancs des attaquants, limitant ainsi leur fuite. Pour cette raison, une embuscade doit comprendre des unités déployées en couverture.

### Ripostes
Une unité prise en embuscade peut pratiquer un tir de suppression pour forcer les défenseurs à se replier.

### Évitement
Les unités militaires en mouvement sont vulnérables aux embuscades. Pour éviter une zone de de mise à mort, une patrouille peut « se déployer » et placer des éléments répartis à gauche et à droite, plutôt que de rester uniquement sur une route ou une piste. Les soldats qui prennent des points doivent garder un œil sur les signes d’une zone de destruction, tels que le sol perturbé, les obstacles et le terrain restrictif. L’équipement de vision nocturne et d’imagerie thermique peut aider à découvrir des armes cachées ou des soldats ennemis à couvert.

## Sens dérivé
Le terme de zone de mise à mort peut également être utilisé dans le cas d’une partie de paintball.